# Стигма (биология)

Стигма у эвглены (красным)

Сти́гма (глазо́к) — внутриклеточный органоид, имеющийся у многих протистов, в том числе одноклеточных жгутиковых водорослей. Наличие стигмы обусловливает способность организма к фототаксису (однако фототаксисом обладают и многие протисты, лишённые стигмы, например, многие виды инфузорий). Стигма обычно включает пятно ярко-красного цвета, представляющее собой скопление глобул, содержащих пигмент гематохром. Строение стигмы у разных организмов различно: в большинстве случаев у водорослей они являются частью хлоропласта, располагаясь между ламеллами, однако у эвгленовых глазки находятся вне пластиды.
Для эвглены показано, что световоспринимающей частью глазка является не стигма (скопление липидных гранул и пигмента), а парафлагеллярное тело — утолщение базальной части подвижного жгутика, содержащее высокоупорядоченные стопки мембран.